# Błąd średniokwadratowy
Błąd średniokwadratowy, średni błąd kwadratowy, MSE (od ang. mean square error) estymatora {\displaystyle {\hat {\theta }}} nieobserwowanego parametru {\displaystyle \theta } definiowany jest jako:
{\displaystyle \operatorname {MSE} ({\hat {\theta }})=\operatorname {E} (({\hat {\theta }}-\theta )^{2})}
MSE jest wartością oczekiwaną kwadratu „błędu”, czyli różnicy między estymatorem a wartością estymowaną. Błąd średniokwadratowy spełnia tożsamość:
{\displaystyle \operatorname {MSE} ({\hat {\theta }})=\operatorname {D^{2}} ({\hat {\theta }})+(\operatorname {b} ({\hat {\theta }}))^{2},}
gdzie:
{\displaystyle \mathrm {D} ^{2}({\hat {\theta }})} – wariancja estymatora {\displaystyle {\hat {\theta }},}
{\displaystyle b({\hat {\theta }})=E[({\hat {\theta }})]-\theta } – obciążenie estymatora.
Obciążenie estymatora jest różnicą między wartością oczekiwaną estymatora a wartością szacowanego parametru.
Przykładowo można założyć, że:
{\displaystyle X_{1},\dots ,X_{n}\sim \operatorname {N} (\mu ,\sigma ^{2}),}
czyli jest to próba losowa o liczności {\displaystyle n} z populacji o rozkładzie normalnym. Najczęściej używane estymatory {\displaystyle \sigma ^{2}} to:
{\displaystyle {\frac {1}{n}}\sum _{i=1}^{n}\left(X_{i}-{\overline {X}}\,\right)^{2}{\text{ oraz }}{\frac {1}{n-1}}\sum _{i=1}^{n}\left(X_{i}-{\overline {X}}\,\right)^{2},}
gdzie:
{\displaystyle {\overline {X}}=(X_{1}+\ldots +X_{n})/n}
jest średnią z próby. Pierwszy z tych estymatorów to estymator największej wiarygodności, który jest obciążony (to znaczy jego obciążenie jest niezerowe), ma jednak mniejszą wariancję od drugiego, który jest nieobciążony. Mniejsza wariancja w pewien sposób kompensuje obciążenie i średni błąd kwadratowy obciążonego estymatora jest nieco mniejszy niż nieobciążonego.
Niekiedy, zamiast błędu średniokwadratowego, korzysta się z RMSE (od ang. root mean square error), czyli średniej kwadratowej błędów, który jest po prostu pierwiastkiem kwadratowym z MSE.